# Ricarville-du-Val
Ricarville-du-Val ist eine  Gemeinde mit 193 Einwohnern (Stand: 1. Januar 2022) im französischen Département Seine-Maritime in der Region Normandie (vor 2016 Haute-Normandie). Sie gehört zum Arrondissement Dieppe und zum Kanton Dieppe-2 (bis 2015 Kanton Envermeu). Die Einwohner werden Ricarvillais genannt.

## Geographie
Ricarville-du-Val liegt etwa 25 Kilometer südöstlich von Dieppe an der Béthune. Umgeben wird Ricarville-du-Val von den Nachbargemeinden Saint-Vaast-d’Équiqueville im Norden und Westen, Osmoy-Saint-Valery im Süden und Osten sowie Les Grandes-Ventes im Südwesten.

## Bevölkerungsentwicklung
| Jahr                      | 1962 | 1968 | 1975 | 1982 | 1990 | 1999 | 2006 | 2013 |
| Einwohner                 | 148  | 130  | 128  | 123  | 118  | 107  | 160  | 162  |
| Quelle: Cassini und INSEE |      |      |      |      |      |      |      |      |

## Sehenswürdigkeiten
- Reste einer Motte